# Préfecture de Dehloran
La préfecture de Dehloran est une préfecture d'Iran, située dans la province d'Ilam. Son chef-lieu est  Dehloran.
La préfecture  compte 65 630 habitants en 2016.